# 1941 год
1941 (ты́сяча девятьсо́т со́рок пе́рвый) год  по григорианскому календарю — невисокосный год, начинающийся в среду. Это 1941 год нашей эры, 1‑й год 5‑го десятилетия XX века 2‑го тысячелетия, 2‑й год 1940‑х годов. Он закончился 84 года назад.
| Пн | Вт | Ср | Чт | Пт | Сб | Вс |
|    |    | 1  | 2  | 3  | 4  | 5  |
| 6  | 7  | 8  | 9  | 10 | 11 | 12 |
| 13 | 14 | 15 | 16 | 17 | 18 | 19 |
| 20 | 21 | 22 | 23 | 24 | 25 | 26 |
| 27 | 28 | 29 | 30 | 31 |    |    |

| Пн | Вт | Ср | Чт | Пт | Сб | Вс |
|    |    |    |    |    | 1  | 2  |
| 3  | 4  | 5  | 6  | 7  | 8  | 9  |
| 10 | 11 | 12 | 13 | 14 | 15 | 16 |
| 17 | 18 | 19 | 20 | 21 | 22 | 23 |
| 24 | 25 | 26 | 27 | 28 |    |    |

| Пн | Вт | Ср | Чт | Пт | Сб | Вс |
|    |    |    |    |    | 1  | 2  |
| 3  | 4  | 5  | 6  | 7  | 8  | 9  |
| 10 | 11 | 12 | 13 | 14 | 15 | 16 |
| 17 | 18 | 19 | 20 | 21 | 22 | 23 |
| 24 | 25 | 26 | 27 | 28 | 29 | 30 |
| 31 |    |    |    |    |    |    |

| Пн | Вт | Ср | Чт | Пт | Сб | Вс |
|    | 1  | 2  | 3  | 4  | 5  | 6  |
| 7  | 8  | 9  | 10 | 11 | 12 | 13 |
| 14 | 15 | 16 | 17 | 18 | 19 | 20 |
| 21 | 22 | 23 | 24 | 25 | 26 | 27 |
| 28 | 29 | 30 |    |    |    |    |

| Пн | Вт | Ср | Чт | Пт | Сб | Вс |
|    |    |    | 1  | 2  | 3  | 4  |
| 5  | 6  | 7  | 8  | 9  | 10 | 11 |
| 12 | 13 | 14 | 15 | 16 | 17 | 18 |
| 19 | 20 | 21 | 22 | 23 | 24 | 25 |
| 26 | 27 | 28 | 29 | 30 | 31 |    |

| Пн | Вт | Ср | Чт | Пт | Сб | Вс |
|    |    |    |    |    |    | 1  |
| 2  | 3  | 4  | 5  | 6  | 7  | 8  |
| 9  | 10 | 11 | 12 | 13 | 14 | 15 |
| 16 | 17 | 18 | 19 | 20 | 21 | 22 |
| 23 | 24 | 25 | 26 | 27 | 28 | 29 |
| 30 |    |    |    |    |    |    |

| Пн | Вт | Ср | Чт | Пт | Сб | Вс |
|    | 1  | 2  | 3  | 4  | 5  | 6  |
| 7  | 8  | 9  | 10 | 11 | 12 | 13 |
| 14 | 15 | 16 | 17 | 18 | 19 | 20 |
| 21 | 22 | 23 | 24 | 25 | 26 | 27 |
| 28 | 29 | 30 | 31 |    |    |    |

| Пн | Вт | Ср | Чт | Пт | Сб | Вс |
|    |    |    |    | 1  | 2  | 3  |
| 4  | 5  | 6  | 7  | 8  | 9  | 10 |
| 11 | 12 | 13 | 14 | 15 | 16 | 17 |
| 18 | 19 | 20 | 21 | 22 | 23 | 24 |
| 25 | 26 | 27 | 28 | 29 | 30 | 31 |

| Пн | Вт | Ср | Чт | Пт | Сб | Вс |
| 1  | 2  | 3  | 4  | 5  | 6  | 7  |
| 8  | 9  | 10 | 11 | 12 | 13 | 14 |
| 15 | 16 | 17 | 18 | 19 | 20 | 21 |
| 22 | 23 | 24 | 25 | 26 | 27 | 28 |
| 29 | 30 |    |    |    |    |    |

| Пн | Вт | Ср | Чт | Пт | Сб | Вс |
|    |    | 1  | 2  | 3  | 4  | 5  |
| 6  | 7  | 8  | 9  | 10 | 11 | 12 |
| 13 | 14 | 15 | 16 | 17 | 18 | 19 |
| 20 | 21 | 22 | 23 | 24 | 25 | 26 |
| 27 | 28 | 29 | 30 | 31 |    |    |

| Пн | Вт | Ср | Чт | Пт | Сб | Вс |
|    |    |    |    |    | 1  | 2  |
| 3  | 4  | 5  | 6  | 7  | 8  | 9  |
| 10 | 11 | 12 | 13 | 14 | 15 | 16 |
| 17 | 18 | 19 | 20 | 21 | 22 | 23 |
| 24 | 25 | 26 | 27 | 28 | 29 | 30 |

| Пн | Вт | Ср | Чт | Пт | Сб | Вс |
| 1  | 2  | 3  | 4  | 5  | 6  | 7  |
| 8  | 9  | 10 | 11 | 12 | 13 | 14 |
| 15 | 16 | 17 | 18 | 19 | 20 | 21 |
| 22 | 23 | 24 | 25 | 26 | 27 | 28 |
| 29 | 30 | 31 |    |    |    |    |

## События
1941 год ознаменовался вступлением Советского Союза и Соединённых Штатов Америки во Вторую мировую войну и началом реализации нацистской Германией политики «Окончательного решения еврейского вопроса». События в Пёрл-Харборе и на Дальнем Востоке спровоцировали самую серьёзную в истории человечества глобальную конфронтацию, поставившую мир на грань выживания — превращение европейской войны в конфликт планетарного масштаба.

### Январь

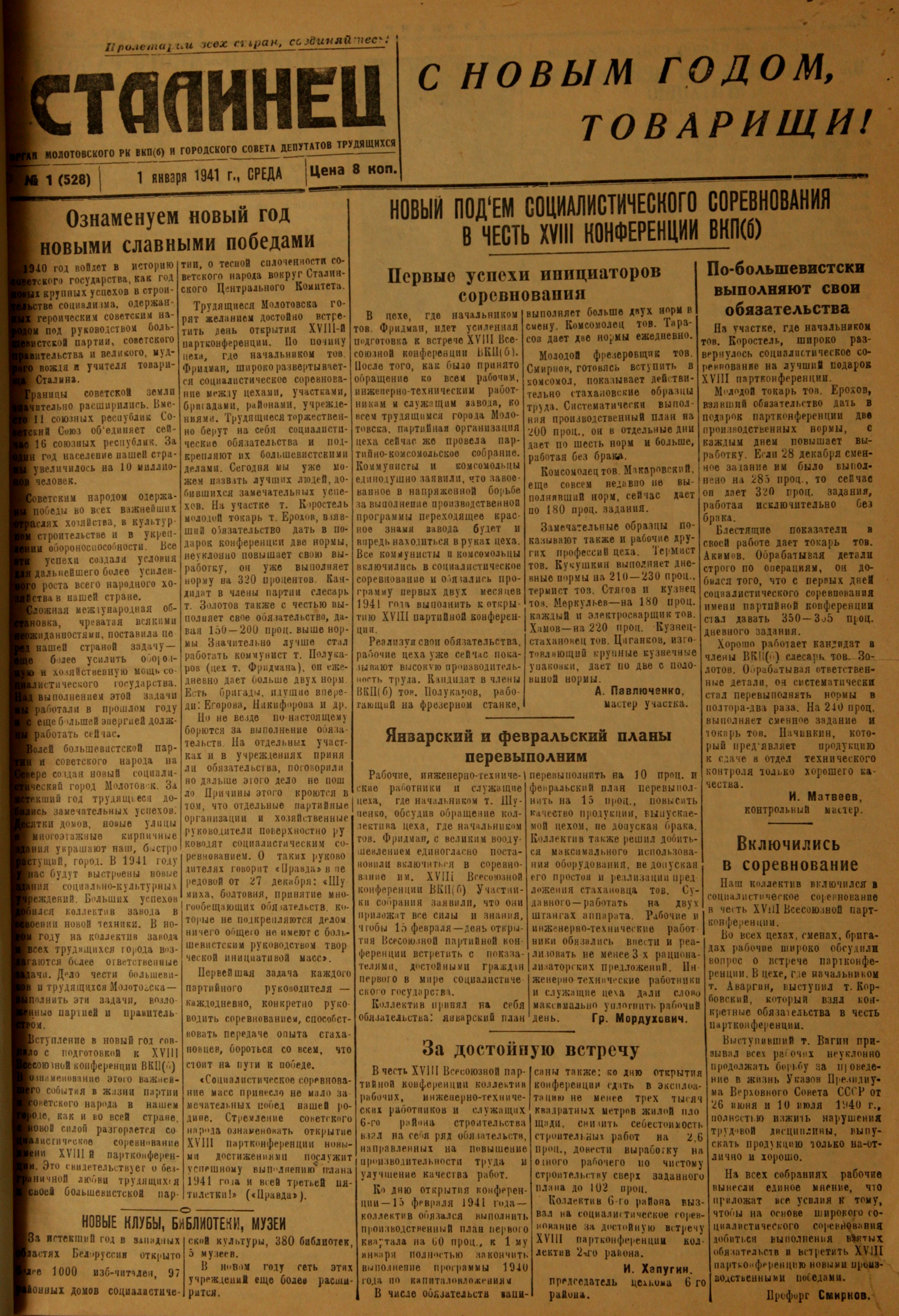
Газета Сталинец № 1 (528) от 1 января 1941 года

- 10 января — закон о ленд-лизе внесён в Конгресс США.
- 15 января — Джон Атанасов и Клиффорд Берри опубликовали описание компьютера ABC.
- 17 января — в ходе необъявленной франко-тайской войны французская эскадра почти полностью разгромила флот Таиланда в морском сражении у острова Ко-Чанг в Сиамском заливе[1].
- 20 января — Франклин Д. Рузвельт принял присягу, став президентом США в третий раз.
- 28 января — под давлением и при посредничестве Японии Франция соглашается на перемирие с Таиландом[1].

### Февраль
- 7 февраля — в Токио начались мирные переговоры между Францией и Таиландом[1].
- 10 февраля — Верховный совет Молдавской ССР принял Конституцию республики[2].
- 11 февраля — Роммель прибыл в Триполи.
- 15—20 февраля — в Москве проходила XVIII Всесоюзная конференция ВКП(б)[3][4].
- 19 февраля — Luftwaffe подвергло ночной бомбардировке город Суонси в Уэльсе. За три ночи налётов был полностью разрушен центр города. Погибли более двухсот мирных жителей и около четырёхсот получили ранения.
- 23 февраля — американский физик Гленн Сиборг открыл плутоний.
- 24 февраля — пуск Краматорского завода тяжёлого машиностроения.
- 28 февраля — появилось шоколадное драже M&M’s.

### Март
- 1 марта — Болгария присоединилась к Берлинскому пакту.
- 11 марта
  - Президент Рузвельт подписывает акт о ленд-лизе, разрешивший поставки американских товаров военного назначения союзникам по антигитлеровской коалиции до 30 июня 1943 года. В тот же день Конгресс принимает закон о ленд-лизе[5].
  - Франция и Таиланд подписали мирное соглашение, по которому Франция делала Таиланду территориальные уступки в Индокитае[1].
- 23 марта — ФИФА отменила проведение чемпионата мира по футболу 1942 года из-за обстоятельств и ограничений по военному положению, ранее введённых в большинстве стран мира в связи с продолжающейся Второй мировой войной.
- 25 марта:
  - Югославия присоединилась к Берлинскому пакту, подписав Венский протокол.
  - Замена в Литве национальной валюты лита советским рублём.
- 27 марта — государственный переворот в Югославии, подписавшие пакт о присоединении Югославии к странам Оси дипломаты арестованы, принц-регент Павел бежал из страны, страна, хотя и не расторгнув официально соглашение с Германией, неофициально склонялась к поддержке союзников.
- 29 марта — Сражение у мыса Матапан (Греция). Соединённые силы британского и австралийского флотов нанесли поражение основным силам итальянского ВМФ.
- 30 марта — арест всех немецких, итальянских и датских судов, стоящих в водах портов Соединённых Штатов Америки.

### Апрель
- 1 апреля — прогермански настроенные офицеры иракской армии во главе с генералом Рашидом Али аль-Гайлани совершили антибританский переворот в Багдаде[6].
- 3 апреля — армейскими офицерами отправлено в отставку нейтральное правительство Ирака во главе с генералом Таха аль-Хашими. Новый кабинет «национальной обороны» сформировал генерал Рашид Али аль-Гайлани[6].
- 5 апреля — Советский Союз и Югославия подписали договор о дружбе и ненападении.
- 6 апреля:
  - Германия объявила войну Югославии и открыла боевые действия против Югославии и Греции. В этот же день Югославия объявила войну Болгарии.
  - Освобождена столица Эфиопии Аддис-Абеба. Эфиопия стала первым государством, освобождённым от фашистской оккупации.
- 10 апреля — Югославия объявила войну Венгрии.
- 13 апреля — СССР и Япония подписали Пакт о нейтралитете, предусматривавший «мирные и дружественные отношения между двумя странами». Пакт был денонсирован СССР в одностороннем порядке 5 апреля 1945.
- 14 апреля — геолог Татьяна Устинова и её проводник Анисифор Крупенин открыли Долину гейзеров на Камчатке.
- 17 апреля — подписан Акт о безоговорочной капитуляции Югославии.
- 18 апреля — премьер-министр Греции А. Коризис покончил с собой из-за приближения немецкой армии к Афинам.
- 21 апреля — Греция капитулировала. Британские войска и часть греческой армии отступают на Крит.
- 23 апреля — принц Нородом Сианук избран королём Камбоджи.
- 24 апреля — Болгария объявила войну Греции и Югославии.
- 27 апреля — немецкие войска вошли в Афины.

### Май

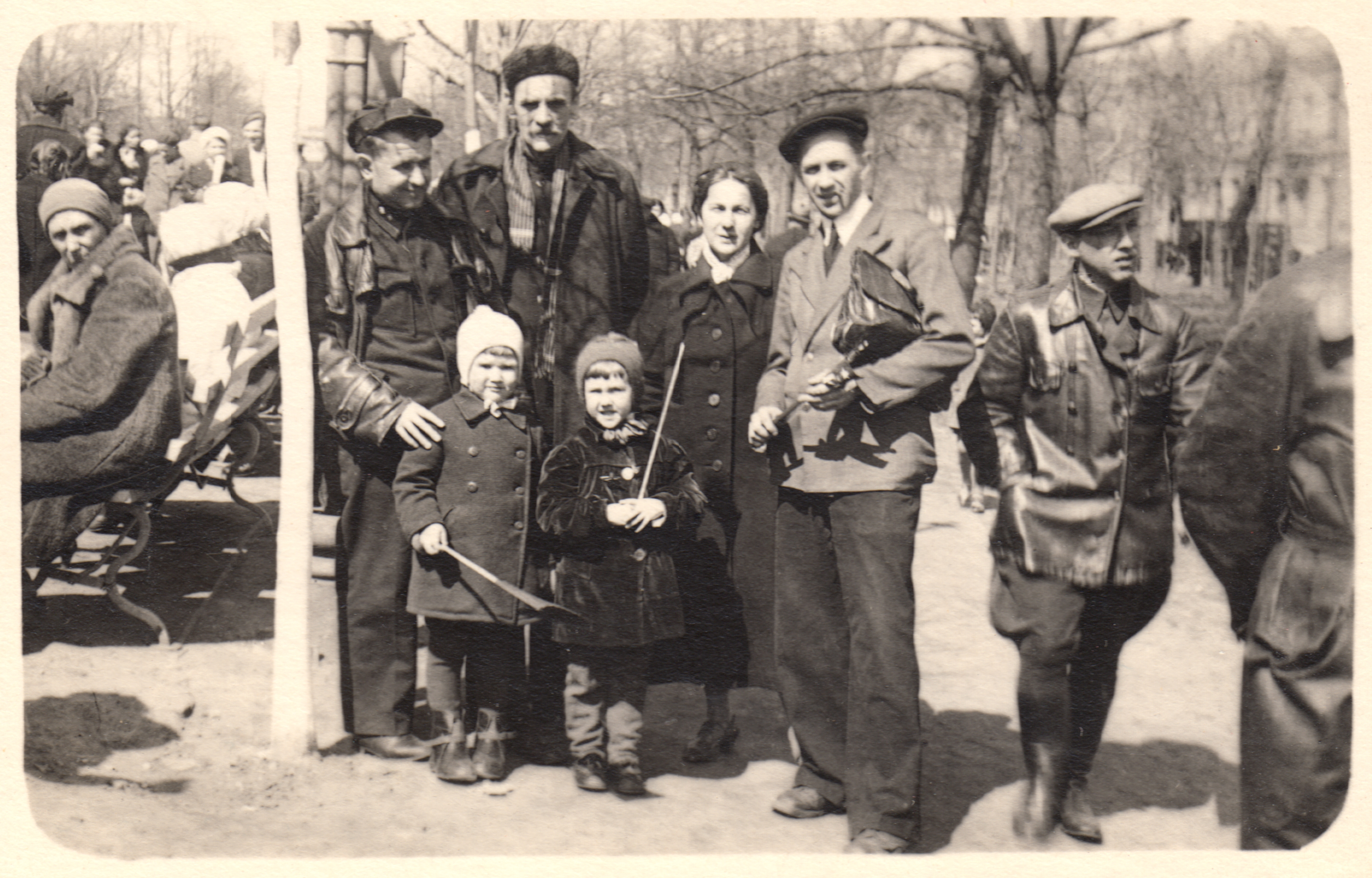
С. Маркин с семьёй и друзьями на Чистых прудах, 1 мая 1941 г.

- 2 мая — британская армия начала военные действия против Ирака, где к власти пришёл прогермански настроенный генерал Рашид Али аль-Гайлани[6].
- 6 мая — Иосиф Сталин стал Председателем Совета народных комиссаров СССР вместо Вячеслава Молотова.
- 9 мая
  - Франция и Таиланд подписали в Токио мирный договор, по которому Таиланду отходили западные территории Французского Индокитая общей площадью в 53 000 квадратных километров[1].
  - Силы британского флота захватили германскую подлодку U-110 с шифровальной машиной «Энигма», что в дальнейшем помогло расшифровке секретных немецких сообщений.
- 10 мая — заместитель фюрера по партии Рудольф Гесс тайно перелетел на истребителе в Шотландию. Обстоятельства и цели «миссии Гесса» до сих пор полностью не выяснены.
- 11 мая или 12 мая — первая резня в Глине: убито, по разным оценкам, от 200 до 400 сербов в ходе нападения усташей на церковь.
- 12 мая — Конрад Цузе представил в Берлине Z3, первый в мире программируемый автоматический компьютер.
- 15 мая — немецкий «Юнкерс-52» вторгся в советское воздушное пространство и приземлился на Центральном аэродроме в Москве возле стадиона «Динамо». Миновав все посты ПВО, «Юнкерс» пролетел по маршруту Белосток — Минск — Смоленск — Москва.
- 19 мая — во Вьетнаме для борьбы против Франции и японской оккупации Хо Ши Мином создана Лига независимости Вьетнама (Вьетминь)[7].
- 20 мая — начало сражения за Крит. Для вторжения на остров немецкое командование применило массированный воздушный десант[8].
- 23 мая — германская авиация в районе Крита наносит удары по британскому флоту и заставляет его уйти в Александрию[8].
- 24 мая — в Датском проливе произошёл бой между немецкими и британскими военными кораблями. В ходе этого столкновения германский линкор «Бисмарк» потопил британский линейный крейсер «Худ». Из 1417 матросов и офицеров спастись удалось лишь троим.
- 27 мая
  - Линкор «Бисмарк» обнаружен и потоплен британским флотом в 300 милях к западу от Бреста (Франция). После гибели «Бисмарка» действия немецкого надводного флота в Атлантике прекратились. Германия перешла к подводной войне.
  - В США введено «неограниченное чрезвычайное положение».
- 31 мая — на Крите капитулировал последний британский гарнизон в Ретимноне. На следующий день Критская воздушнодесантная операция завершена, германская армия установила контроль над островом[8].

### Июнь
- 4 июня — после того, как иракская армия прекратила сопротивление британским силам, скрывшийся премьер-министр Ирака генерал Рашид Али аль-Гайлани официально заменён на Джамаля Бея аль-Мидфаи[6].
- 8 июня — силы «Свободной Франции» и британские войска вступили на территорию Сирии и Ливана[9].
- 13 июня — ТАСС выступило с заявлением, опровергающим слухи об ухудшении советско-германских отношений.
- 14 июня — НКВД начал массовую депортацию жителей Эстонии, Латвии и Литвы. Десятки тысяч «классово чуждых элементов» и их семьи вывозятся в ссылку в восточные и северные районы СССР.
- 16 июня — в Самарканде начались раскопки гробницы Тамерлана.
- 17 июня — отдан приказ Верховного главнокомандования вооружёнными силами Германии начать осуществление плана «Барбаросса» с утра 22 июня.

- 22 июня

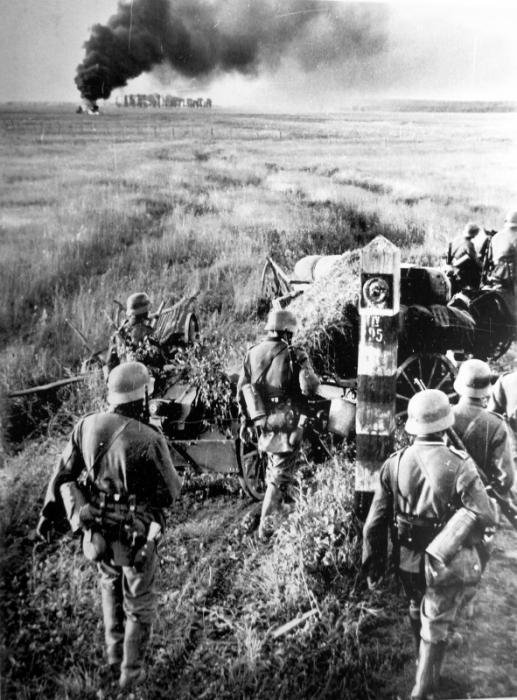
22 июня Германские войска вторгаются на территорию СССР

  - Войска вермахта вторглись на территорию СССР. Германия объявила войну СССР. Началась Великая Отечественная война. В 12:00 с речью о начале войны выступил нарком иностранных дел СССР Вячеслав Молотов. Издан Указ Президиума Верховного Совета СССР «О военном положении», ставший основанием для его ввода на большей части европейской территории СССР. Объявление общей мобилизации и восстановление трудовой повинности в стране.
  - Премьер-министр Великобритании Уинстон Черчилль обещал оказать всевозможную британскую помощь СССР в своём радиообращении на BBC: «Любой человек или государство, борющиеся против нацизма, получат нашу помощь. Любой человек или государство, марширующие с Гитлером — наши враги».
  - Италия и Румыния объявили войну СССР.
  - В Улан-Баторе прошло объединённое заседание Президиума ЦК МНРП, Президиума Малого Хурала и Совета министров Монгольской Народной Республики, которое приняло Декларацию о полной поддержке СССР в войне с Германией[10].
  - Тувинская Народная Республика объявила войну Германии. С 1941 по 1944 годы Тыва поставила СССР 50 тыс. лошадей, 52 тыс. пар лыж, 12 тыс. полушубков, 15 тыс. пар валенок, 70 тыс. тонн овечьей шерсти[11][12].
- 23 июня
  - Указом Президиума Верховного Совета СССР «О мобилизации военнообязанных по Ленинградскому, Прибалтийскому особому, Западному особому, Киевскому особому, Одесскому, Харьковскому, Орловскому, Московскому, Архангельскому, Уральскому, Сибирскому, Приволжскому, Северо-Кавказскому и Закавказскому военным округа» объявляется общий мобилизационный призыв граждан 1905—1918 годов рождения на военную службу по мобилизации. Во внеочередном порядке (а также на территориях других военных округов, в которых общая мобилизация не объявлена) также призываются граждане, изъявившие желание пройти службу добровольно.
  - Словакия объявила войну СССР.
  - Немецкими войсками взят город Вильнюс (Вильно).
- 24 июня — сообщения о военных действиях стало давать Совинформбюро.
- 25 июня — Финляндия объявила войну СССР.
- 26 июня — немцы заняли Даугавпилс[13].
- 27 июня — Венгрия объявила войну СССР.
- 28 июня
  - Албания заявила о наличии состояния войны с СССР.
  - Немцы заняли Минск.
  - Нацистами создано Барановичское гетто.
  - Закончилось крупное танковое сражение в районе Луцк-Дубно-Броды; разгромлены пять мехкорпусов РККА.
  - В районе Белостока и Минска немецкие войска взяли в окружение крупную группировку частей Западного фронта РККА (Белостокско-Минское сражение).
- 29 июня — после шести дней обороны пала Лиепая[13].
- 30 июня
  - Немцы заняли Львов.
  - Во Львове, после занятия города немцами, представители ОУН во главе с Ярославом Стецько объявили акт «О восстановлении независимости Украинского Государства».

### Июль
- 1 июля — захват Риги немецкими войсками[13].
- 3 июля — И. В. Сталин обратился к советскому народу по радио впервые после начала войны с Германией. Текст выступления также был опубликован в газете «Правда».
- 4 июля — массовое убийство польских учёных и писателей во Львове немецкими войсками.
- 5 июля
  - Немецкие войска вышли на реку Днепр.
  - Постановление СНК «О порядке эвакуации населения в военное время».
- 5—19 июля — Перуано-эквадорская война.
- 8 июля — вермахтом оккупирована вся территория Латвии[13].
- 10 июля
  - Начало Смоленского сражения (10 июля — 10 сентября 1941 года).
  - Захват Пскова немецкими войсками.
  - Командующим войсками РККА Юго-Западного направления назначен Маршал Советского Союза С. М. Будённый.
- 11 июля
  - Части 2-й танковой группы вермахта форсировали Днепр к северу и югу от Могилёва, взяв в окружение 13-ю армию РККА.
  - Части 3-й танковой группы вермахта заняли Витебск.
- 12 июля — вторая волна общей мобилизации в СССР, основанием объявления которой стало секретное постановление ГКО СССР № 48с от 8 июля 1941 года.
- 13 июля — Июльское восстание в Черногории.
- 15 июля — «комитет Томпсона», занимавшийся вопросами британского атомного проекта, представил правительству Великобритании доклад, в котором заявил о возможности создания британской атомной бомбы ещё до конца войны[14].
- 16 июля — создано Главное политическое управление Красной армии (ГлавПУРККА)[15].
- 18 июля — вышло постановление ЦК ВКП(б) об организации борьбы в тылу немецко-фашистских войск, положившее начало партизанской войне.
- 19 июля
  - И. В. Сталин возложил на себя обязанности Народного комиссара обороны СССР.
  - Нацистами организовано гетто в Островно.
  - В ходе Смоленского сражения немецкие войска заняли Ельню. Три советских армии оказались отрезанными в районе Смоленска.
- 22 июля
  - Расстреляна группа старших офицеров и генералов Западного фронта РККА, обвинённых в разгроме фронта.
  - При бомбёжке Москвы люфтваффе на входе в метро «Арбатская» в давке погибло 44 человека и 43 были ранены[16].
- 25 июля — нацистами создано гетто в Витебске.
- 27 июля — Смоленское сражение: немецкие войска заняли Соловьёвскую переправу, замкнув кольцо вокруг Смоленска. В смоленском «котле» попали в плен более 300 000 человек, было потеряно 2000 танков и 1900 орудий.
- 30 июля — Продолжение резни в Глине: усташи зверски убили 200 сербов в сербской православной церкви в Глине (Хорватия), около 700—2000 человек были убиты в течение следующих нескольких дней.

### Август
- 2 августа
  - В районе Умани немецкие войска окружили крупную группировку частей Юго-Западного фронта РККА (Битва под Уманью).
  - Нацистами уничтожено гетто в Сураже.
- 5 августа — началась оборона Одессы.
- 8 августа — сопротивление окружённых частей Красной армии под Уманью прекратилось. В окружение попали 20 советских дивизий: около 100 тыс. солдат и офицеров, в том числе 4 командира корпусов и 11 командиров дивизий. Потери убитыми и ранеными составили около 200 тыс. человек.
- 9 августа — встреча президента США Франклина Д. Рузвельта и премьер-министра Великобритании Уинстона Черчилля на борту крейсера «Огаста», стоящего в водах военно-морской базы Арджентия (доминион Ньюфаундленд). По итогам переговоров 14 августа учреждается «Атлантическая хартия», устанавливающая цели послевоенного международного сотрудничества.
- 10 августа — третья волна общей мобилизации в СССР. Совершенно секретным постановлением ГКО СССР призыву на военную службу по мобилизации подлежат все военнообязанные граждане 1890—1904 годов рождения, а также призывники 1922—1923 годов рождения. Часть граждан 1894—1895 годов рождения, в порядке трудовой повинности, привлекается для выполнения работ на нужды обороны.
- 13 августа — румыно-немецкие войска вышли к Чёрному морю восточнее Одессы и полностью блокировали город с суши.
- 14 августа — между США и Англией подписана «Атлантическая хартия».
- 15 августа — Красной армией был оставлен Кривой Рог.
- 18 августа
  - Советские войска при отступлении взрывают плотину ДнепроГЭСа.
  - Все предприятия и земли генеральной области Латвия как военные трофеи объявлены собственностью германского государства[17].
- 25 августа — британские и советские войска начали совместную «Операцию „Согласие“».
- 28 августа
  - Издан Указ Президиума Верховного Совета СССР «О переселении немцев, проживающих в районах Поволжья», положивший начало массовой депортации советских немцев из Европейской части СССР за Урал и ликвидации АССР немцев Поволжья.
  - При обороне Таллина погиб первый председатель Совнаркома Эстонской ССР Йоханнес Лауристин[18].
  - Артур Фадден сменил Роберта Гордона Мензиса на посту премьер-министра Австралии[19].
- 29 августа — Франция и король Луанг-Прабанга Сисаванг Вонг подписали новый договор о протекторате. К королевству присоединялись пять северных провинций Лаоса и военная территория, принц Саванг Ватхана был официально признан наследником престола, Королевский совет был преобразован в Совет министров[1].

### Сентябрь
- 3 сентября — гауптштурмфюрер CC Карл Фрич первым использовал пестицид Циклон Б для уничтожения польских и советских военнопленных в Освенциме.
- 4 сентября — германская армия начала артиллерийский обстрел Ленинграда[20].
- 6 сентября
  - Всем евреям старше шести лет на оккупированных немцами территориях приказано носить «звезду Давида» и надпись «Еврей».
  - Гитлер подписал «Директиву № 35» о начале массированного наступления на Москву.
- 8 сентября
  - Захват Шлиссельбурга немецкими войсками. Начало блокады Ленинграда. Первый массированный налёт люфтваффе на Ленинград[20].
  - Начало депортации в Сибирь Поволжских немцев.
- 9 сентября — группа армий «Север» начала штурм Ленинграда.
- 10 сентября
  - Конец Смоленского сражения.
  - Нацистами уничтожено гетто в Яновичах.
- 12 сентября — налажено снабжение осаждённого Ленинграда по Ладожскому озеру[20].
- 15 сентября — немецкие власти вводят самоуправление в Эстонии.
- 16 сентября — под давлением Великобритании и СССР шах Ирана Реза Пехлеви отрекается от престола в пользу своего сына Мухаммеда Резы Пехлеви и отправляется в изгнание в ЮАР[21].
- 18 сентября — в ходе битвы за Киев немецкие танковые группы замыкают кольцо вокруг армий советского Юго-Западного фронта.
- 19 сентября — пал Киев.
- 20 сентября — колонна штаба Юго-Западного фронта, в которой следовали командующий, члены Военного совета, начальник штаба и большая группа командиров, была окружена немецкими войсками в 15 км юго-западнее Лохвицы, где произошла трагическая битва в Шумейковой роще (недалеко от деревни Исковцы Лохвицкого района Полтавской области), в которой погибли командующий Юго-Западным фронтом генерал-полковник Михаил Кирпонос, начальник штаба фронта Василий Тупиков, член Военного совета фронта Михаил Бурмистенко и около 800 советских солдат и офицеров. Командующий 5-й армией Михаил Потапов попал в плен.
- 26 сентября — окружённые под Киевом части Юго-Западного фронта прекратили сопротивление. Потери Красной армии убитыми и ранеными составили около 100 тыс., ещё 600 тыс. человек попало в плен, что является беспрецедентным случаем в мировой истории.
- 29 сентября — начало массовых расстрелов в Бабьем Яру в Киеве.
- 30 сентября
  - Начало Битвы за Москву.
  - Нацистами уничтожено гетто в Островно.

### Октябрь
- 2 октября — начало наступления группы армий «Центр» на Москву.
- 3 октября — организован Государственный Союзный Производственно-экспериментальный институт № 56 (ГСПЭИ−56), который стал одним из центров разработки и испытаний военного оборудования проводной связи РККА.
- 5 октября — немцы захватили Юхнов.
- 7 октября
  - Немецкие танковые группы замкнули кольцо окружения войск Западного и Резервного фронтов РККА в районе Вязьмы. Число пленных в котлах под Вязьмой и Брянском составило более 688 тыс. человек.
  - Артур Фадден покинул пост премьер-министра Австралии, потеряв поддержку в парламенте. Его сменил лейборист Джон Кэртин[19].
- 8 октября
  - Немецкие войска вышли к Азовскому морю. Пал Мариуполь. В ходе боёв попала в окружение 18-я армия Южного фронта. Погиб командующий армией генерал-лейтенант А. К. Смирнов.
  - Иосиф Сталин отдаёт приказ о развёртывании «Ночных ведьм».
- 10 октября
  - Новое правительство Ирака сформировал Нури аль-Саид[6].
  - Немецкой армией взяты Сумы[22][23].
- 15 октября — Принято решение об эвакуации Москвы. На следующий день начинается эвакуация государственных учреждений и иностранных посольств. Правительство СССР переезжает в Куйбышев, но Сталин остаётся в Москве.
- 16 октября
  - Паника в Москве на фоне слухов о сдаче города немцам[24].
  - Советские войска оставили Одессу по приказу Ставки Верховного Главнокомандования.
- 17 октября — советские войска оставили Калинин. Пал Таганрог.
- 20 октября
  - Сформировано первое после изменений режима протектората правительство Луанг-Прабанга (Лаос) во главе с принцем Петсаратом[25].
  - Нацистами создано гетто в Пружанах.
  - В Москве введено осадное положение.
- 21 октября — уничтожение нацистами гетто в Городище.
- 22 октября — Иловайск перешёл под контроль немцев[источник не указан 1107 дней].
- 25 октября — пал Харьков.
- 30 октября
  - Начало обороны Севастополя частями Отдельной Приморской армии.
  - Президент США Ф. Д. Рузвельт утверждает программу поставок военных грузов в СССР по ленд-лизу на сумму в 1 млрд долларов (примерно $13,5 млрд в ценах 2007 г.).
- 31 октября — эсминец ВМС США USS Reuben James, сопровождавший торговое судно HX-156, случайно торпедирован немецкой подводной лодкой U-552 недалеко от берегов Исландии. Погибло 100 моряков, ещё 44 спасены. Атака на эсминец произошла за 41 день до появления состояния войны между Германией и США.

### Ноябрь
- 1 ноября — нацистами создано гетто в Домачево.
- 3 ноября — вермахт занимает Курск.
- 3 ноября — серия взрывов в Киеве, в результате которой разрушены Успенский собор Киево-Печерской лавры и ещё несколько зданий. Советский Союз и нацистская Германия выдвигали взаимные обвинения в организации взрывов[26].
- 4 ноября — Первая бомбардировка города Горького.
- 6 ноября — Сталин выступает со вторым обращением по радио. Он называет цифры потерь: 1,748 млн (350 тыс. убитыми, 378 тыс. пропавшими без вести и 1,02 млн ранеными) — для советской армии и 4,5 млн — для немецкой. Сталин также заявил о провале плана «блицкрига»[27].

- 7 ноября

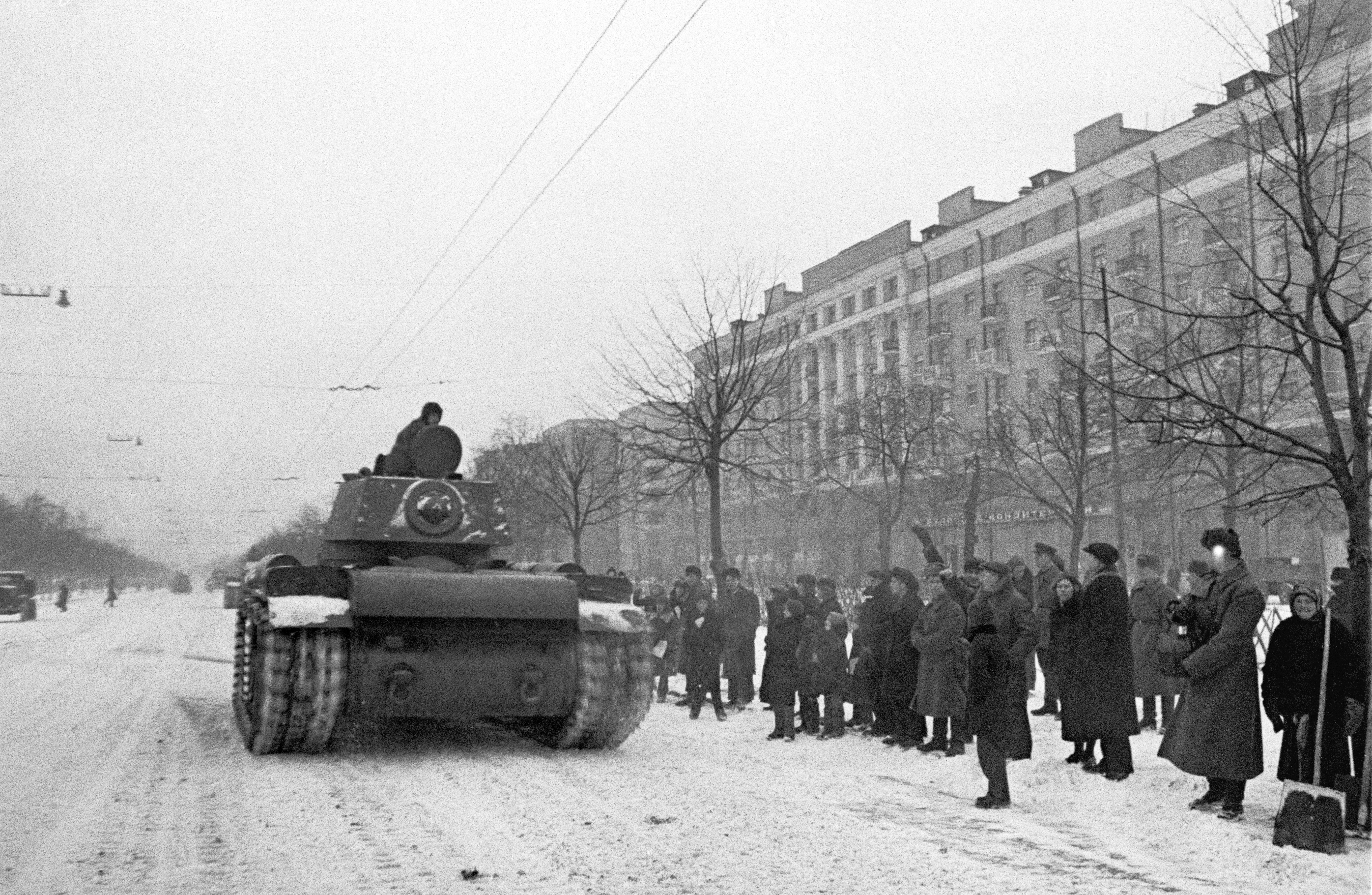
Парад войск в Москве на Красной площади

  - Парад войск в Москве на Красной площади. В это время германские войска находятся в 70—100 км от столицы. Часть войск c парада направлена на фронт.
  - Немецкая авиация потопила теплоход «Армения», вывозивший раненых из осаждённого Севастополя, в результате чего погибло свыше 5 тыс. человек.
- 8 ноября — основана Коммунистическая партия Албании[28].
- 12 ноября — температура в Москве упала ниже −10 °C. Красная армия впервые применила лыжников для атак на замерзающие немецкие войска.[источник не указан 2399 дней].
- 15—18 ноября — начало второго наступления на Москву.
- 16 ноября — Блокада Ленинграда: прекращено снабжение города по Ладожскому озеру. Поставки в город идут только самолётами Гражданского воздушного флота[20].
- 19 ноября — западнее берегов Австралии произошёл бой между австралийским крейсером «Sydney» и германским вспомогательным крейсером «Kormoran», в результате которого оба корабля затонули.
- 20 ноября
  - Вермахт занял Ростов-на-Дону.
  - Продовольственный паёк в Ленинграде снижен до минимального уровня за все время блокады (250 граммов хлеба работающим, 125 граммов служащим, иждивенцам и детям в день)[20]. Норма действовала до 25 декабря.
- 21 ноября — закончился первый штурм Севастополя.
- 22 ноября — Блокада Ленинграда: открыта «Дорога жизни» по льду Ладожского озера[20].
- 25 ноября
  - Скончался президент Чили Педро Агирре Серда. Обязанности президента принял вице-президент Чили Херонимо Мендес Арансибиа[29].
  - Британский линкор «Barham» был торпедирован подводной лодкой U-331 близ Соллума (Средиземное море).
- 26 ноября
  - Командующий войсками «Свободной Франции» на Среднем Востоке армейский генерал Жорж Альбер Катру подтвердил заявление о предоставлении независимости Ливану[9].
  - Немецкие войска форсировали канал Москва-Волга и заняли Перемиловскую высоту в районе Яхромы. Это крайняя восточная точка наступления немецко-фашистских войск на Москву с севера[30].
- 27 ноября — вермахт занял город Истру под Москвой.
- 28 ноября — Красная армия отбила Ростов-на-Дону.
- 30 ноября — дата образования Уральского автомобильного завода имени Сталина. Отсчёт ведётся с решения Государственного комитета обороны об организации в Миассе автомоторного и литейного производств на базе цехов, эвакуированных с Московского автомобильного завода имени Сталина (ЗИС).

### Декабрь
- 1 декабря — в Британской Малайе (включая Сингапур) объявлено чрезвычайное положение.
- 5 декабря — начало контрнаступления советских войск под Москвой.

- 7 декабря

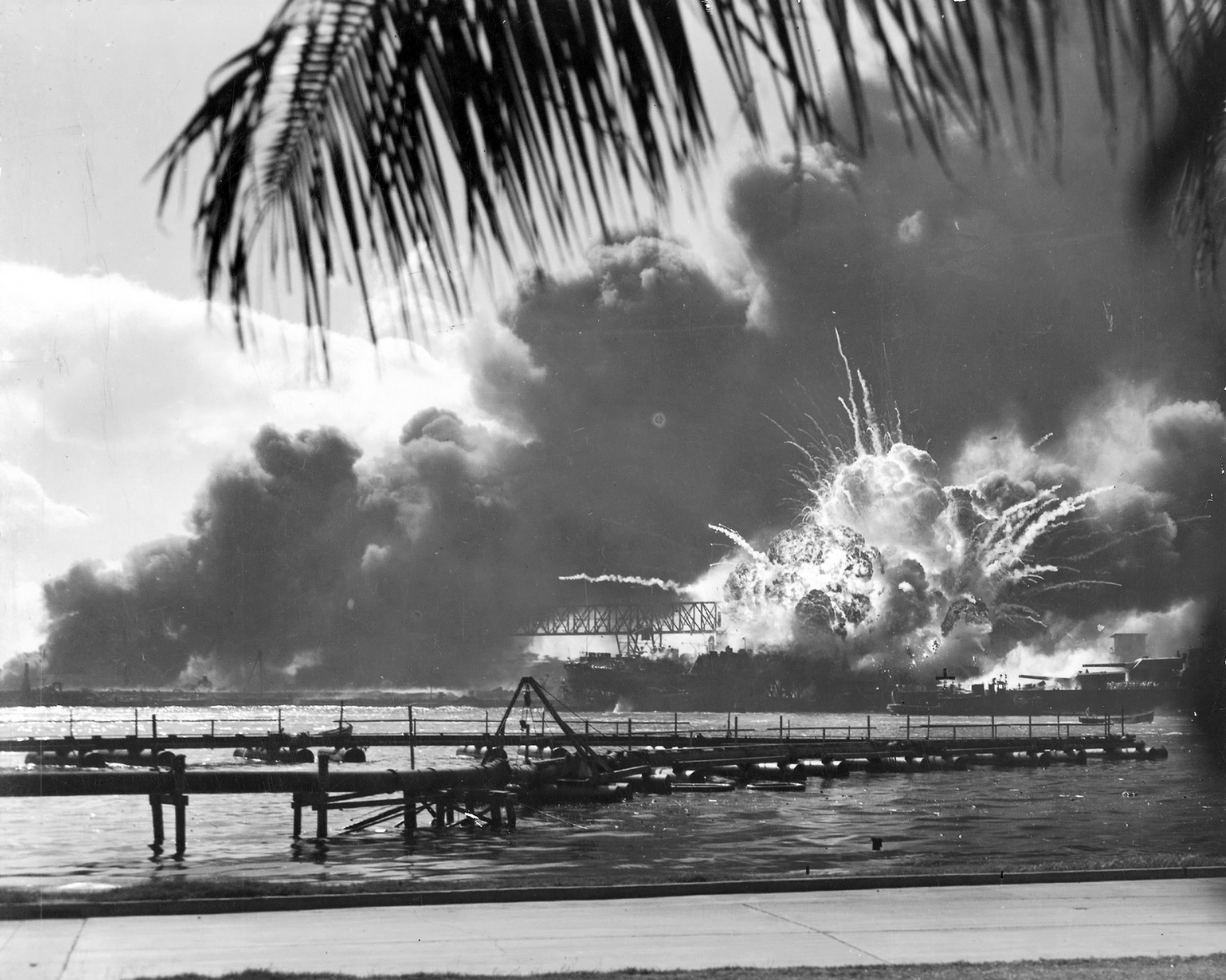
7 декабря японская авиация при нападении на Пёрл-Харбор

  - Японская авиация нанесла удар по Пёрл-Харбору — главной военно-морской базе США на Тихом океане. Параллельно японские войска осуществляют вторжение в Британский Гонконг и готовят наступление на колонии в Индокитае. США вступают в войну с Японской империей и Германией.
  - Япония объявила о состоянии войны с Великобританией.
  - Великобритания объявила войну Румынии и Венгрии.
  - В Польше нацистами впервые применены газовые камеры для убийства заключённых[источник не указан 2081 день].
  - Доминионы Канада и Новая Зеландия объявляют о состоянии войны с Финляндией, Румынией и Венгрией.
- 8 декабря
  - Президент США Франклин Д. Рузвельт выступает с речью на совместном заседании обеих палат Конгресса. Президент потребовал объявить войну Японии и назвал 7 декабря «днём, навсегда вписанным в историю как символ позора». Конгресс принял соответствующую резолюцию.
  - Великобритания, Канада, Коста-Рика, Доминиканская республика, Гватемала, Гаити, Сальвадор, Панама, Голландская Ост-Индия, Южно-Африканский Союз, Австралия и «Свободная Франция» официально объявили войну Японии.
  - Австралия и ЮАС провозгласили состояние войны с Финляндией, Румынией и Венгрией. Вторая мировая война приобрела статус вооружённого конфликта планетарного масштаба.
- 9 декабря — Китайская Республика объявила войну Японии, Германии и Италии.
- 10 декабря — японская авиация потопила в районе Сингапура британские линкоры «Принц Уэльский» и «Рипалс».
- 11 декабря
  - Выступление Гитлера с заявлением о наличии состояния войны между Германией и США.
  - США, Коста-Рика, Гватемала, Куба и Доминиканская республика объявили войну Германии и Италии.
  - Никарагуа объявляет войну Германии, Италии и Японии.
  - Правительство Польши в изгнании объявляет войну Японии.
- 12 декабря
  - Гаити, Сальвадор и Панама объявили войну Германии и Италии.
  - Румыния объявляет войну США.
- 13 декабря
  - Сильное наводнение в Хуаразе (Перу), вызванное отколовшимся куском ледника, упавшим в озеро Палькакоча. Погибло от 6 до 7 тысяч человек.
  - Болгария и Венгрия объявляют войну США и Великобритании.
  - Чехословацкое правительство в изгнании объявляет войну всем государствам, находящимся в состоянии войны с Великобританией, США или СССР.
- 16 декабря
  - Красная армия освобождает город Калинин.
  - Нацистами создано Брестское гетто.
- 17 декабря
  - Начался второй штурм Севастополя войсками вермахта.
  - Албания объявляет войну США.
- 19 декабря — Гитлер объявляет себя главнокомандующим вооружёнными силами Германии.
- 20 декабря
  - Красная армия освобождает город Волоколамск.
  - Никарагуа объявляет войну Болгарии, Румынии и Венгрии.
  - Бельгия объявляет войну Японии.
- 24 декабря — Гаити объявляет войну Болгарии, Румынии и Венгрии.
- 25 декабря
  - Японские войска наносят поражение объединённым силам англичан и канадцев у Гонконга.
  - В Ленинграде впервые с начала блокады повышен продовольственный паёк[31].
- 26 декабря
  - Советские войска освобождают город Наро-Фоминск.
  - Началась Керченско-Феодосийская десантная операция.
  - В результате крушения поезда на станции Осокино Омской области погибли и были ранены 68 человек[32].
- 27 декабря — британские командос совершают нападение на острова Вогсёй в оккупированной Норвегии, что вынуждает Гитлера усилить немецкие гарнизоны по всей стране.
- 30 декабря — Красная армия освобождает город Калугу. В этот же день закончился второй штурм Севастополя.

## Персоны года
Человек года по версии журнала Time — Франклин Рузвельт, президент США.

## Родились
См. также: Категория:Родившиеся в 1941 году

### Январь
- 4 января — Джордж Косматос, американский кинорежиссёр (ум. в 2005).
- 5 января — Хаяо Миядзаки, один из крупнейших режиссёров в истории аниме.
- 8 января — Грэхэм Чэпмен — британский актёр и сценарист. Участник известной комик-группы Монти Пайтон (ум. в 1989).
- 16 января — Светлана Агеева, советская и российская актриса (ум. в 2020).
- 21 января — Пласидо Доминго, оперный певец.
- 22 января — Ринтаро, японский режиссёр и продюсер анимационных фильмов.
- 24 января — Эвальд Аавик, эстонский актёр театра и кино, заслуженный артист Эстонской ССР.

### Февраль
- 1 февраля — Анатолий Фирсов, хоккеист, нападающий (ум. в 2000).
- 8 февраля — Ник Нолти, американский актёр.
- 9 февраля — Кермит Госнелл, американский аборционист, преступник, приговорённый к трём срокам пожизненного заключения.
- 26 февраля — Евгений Жариков, советский и российский актёр (ум. в 2012).

### Март
- 6 марта — Фердинандо Скарфьотти, итальянский арт-директор (ум. в 1994)
- 8 марта — Андрей Миронов, советский актёр (ум. в 1987).
- 12 марта — Анатолий Дриженко, украинский актёр театра и кино (ум. в 2024).
- 16 марта — Бернардо Бертолуччи, итальянский кинорежиссёр, драматург и поэт (ум. в 2018).
- 19 марта — Оле Нидал, лама линии Карма Кагью тибетского буддизма.
- 25 марта — Бронюс Бружас, литовский художник-витражист.

### Апрель
- 16 апреля — Сергей Никоненко, советский и российский актёр театра и кино, кинорежиссёр.
- 23 апреля — Пааво Липпонен, финский политический деятель.
- 27 апреля — Фетхуллах Гюлен, турецкий писатель и проповедник; основатель общественного движения «Хизмет».

### Май
- 25 мая — Олег Даль, советский актёр (ум. в 1981).

### Июнь
- 1 июня — Александр Захаров, советский и российский физик ИКИ РАН.
- 5 июня — Барбара Брыльска, польская актриса театра и кино.
- 9 июня — Джон Лорд, английский органист и композитор, участник группы Deep Purple (ум. в 2012).
- 10 июня — Аида Ведищева, советская певица, известная исполнением популярных песен из кинофильмов.
- 18 июня — Валентина Малявина, советская и российская актриса театра и кино (ум. в 2021).
- 19 июня — Вацлав Клаус, второй президент Чехии (2003—2013), ранее бывший её премьер-министром.
- 20 июня — Альберт Шестернёв, советский футболист (ум. в 1994).
- 21 июня — Валерий Золотухин, советский и российский актёр, художественный руководитель театра на Таганке (ум. в 2013).

### Июль
- 28 июля — Питер Каллен, канадский актёр, великий голос Оптимуса Прайма и Иа-Иа.

### Август
- 3 августа — Хаге Гейнгоб, президент Намибии в 2015—2024, премьер-министр Намибии в 1990—2002 и 2012—2015 годах (ум. в 2024).
- 5 августа
  - Леонид Кизим, советский и российский космонавт (ум. в 2010).
  - Тенгиз Семёнов, советский и российский кинорежиссёр (ум. в 2023).
- 17 августа — Николай Губенко, российский актёр театра и кино, режиссёр, сценарист, общественный деятель, последний министр культуры СССР (ум. в 2020).
- 27 августа
  - Богдан Ступка, советский и украинский актёр (ум. в 2012).
  - Юрий Малышев, советский и российский космонавт (ум. в 1999).
  - Сезария Эвора, певица (ум. в 2011).

### Сентябрь
- 3 сентября — Сергей Довлатов, русский писатель, диссидент (ум. в 1990).
- 14 сентября — Сергей Дрейден, советский и российский актёр (ум. в 2023).
- 15 сентября
  - Мирослав Гермашевский, польский космонавт, Герой Советского Союза (1978) (ум. в 2022).
  - Виктор Зубков, российский политик, премьер-министр России в 2007—2008.
  - Юрий Норштейн, советский и российский художник-мультипликатор.
- 16 сентября — Ричард Перл, политический деятель США.
- 24 сентября
  - Игорь Ясулович, советский и российский актёр театра и кино (ум. в 2023).
  - Линда Маккартни, американский фотограф и музыкант, первая жена Пола Маккартни (ум. в 1998).

### Октябрь
- 13 октября — Роберт (Боб) Хантер, канадский журналист, сооснователь Гринписа (ум. в 2005).
- 21 октября — Герман Бидер, австрийский славист.

### Ноябрь
- 24 ноября — Александр Масляков, советский и российский телеведущий (ум. в 2024).
- 28 ноября — Маауйя ульд Тайя, глава Мавритании в 1984—2005 годах.

### Декабрь
- 12 декабря — Виталий Соломин, советский и российский актёр (ум. в 2002).
- 13 декабря — Анатолий Алексеев, русский филолог, библеист.
- 31 декабря — Алекс Фергюссон, шотландский футболист и тренер.

## Скончались
См. также: Категория:Умершие в 1941 году
Список умерших в 1941 году
- 5 января — Эми Джонсон (род. 1903), британская лётчица, первая в мире женщина, совершившая одиночный перелёт из Англии в Австралию.
- 13 января — Джеймс Джойс, ирландский писатель и поэт (род. 1882).
- 28 февраля — Альфонсо XIII, король Испании в 1902—1931 годах (род. 1886).
- 16 мая — Иван Михайлович Гревс, русский историк (род. 1860).
- 4 июня — Вильгельм II (Фридрих Вильгельм Виктор Альберт Прусский), германский император в 1888—1918 годах (род. 1859).
- 23 июня — Мелетий Архипович Каллистратов, деятель старообрядчества Латвии (род. 1896; расстрелян).
- 4 августа — Михай Бабич, венгерский поэт, писатель и переводчик (род. 1883).
- 7 августа — Рабиндранат Тагор, индийский писатель, философ, лауреат Нобелевской премии по литературе (1913) (род. 1861).
- 14 августа — Максимилиан Кольбе, святой, польский священник-францисканец и святой мученик, погибший в Освенциме, добровольно пошедший на смерть ради спасения своего товарища Францишека Гаёвничека (род. 1894).
- 28 августа — Йоханнес Хансович (Иоганнес Гансович) Лауристин, эстонский революционер, политик и писатель, советский государственный деятель. Первый председатель Совета Народных Комиссаров Эстонской ССР (род. в 1899)
- 31 августа — Марина Цветаева, русская поэтесса (род. 1892).
- 1 сентября — Карл Партс, эстонский военный деятель (род. в 1886).
- 11 сентября — Христиан Георгиевич Раковский, Варвара Николаевна Яковлева, Мария Александровна Спиридонова, деятели российского революционного движения, советские государственные деятели (расстреляны).
- 26 октября — Аркадий Петрович Гайдар, советский детский писатель (род. в 1904)
- 2 ноября — Константин Алексеевич Авксентьевский, советский военачальник, военный министр Дальневосточной республики в 1922 году (род. 1890)
- 25 ноября — Педро Агирре Серда, президент Чили в 1938—1941 годах (род. 1879).
- 9 декабря — Дмитрий Сергеевич Мережковский, писатель, поэт, драматург, религиозный философ, критик (род. 1865).
- 20 декабря — Игорь Северянин, русский поэт «Серебряного века» (род. в 1887).

## Нобелевские премии
- Физика — Премия не присуждалась.
- Химия — Премия не присуждалась.
- Медицина и физиология — Премия не присуждалась.
- Литература — Премия не присуждалась.
- Премия мира — Премия не присуждалась.